# Christoph Bockamp
Christoph Bockamp (* 17. Januar 1954 in Köln) ist ein deutscher Arzt und römisch-katholischer Priester, der seit 1996 die deutsche Region der Prälatur vom Heiligen Kreuz und Opus Dei leitet.

## Leben
Bockamp wurde in Köln geboren. Er ist der Ältere von zwei Geschwistern. Die Mutter war Hausfrau, der Vater Rechtsanwalt in Köln. Nach dem Abitur (1972) am mathematisch-naturwissenschaftlichen Albertus-Magnus-Gymnasium in Köln studierte er Humanmedizin an den Universitäten Köln und Bonn. Die Prälatur Opus Dei lernte er bei einer Veranstaltung zur Berufsorientierung in Köln kennen. Im Jahr 1972 begegnete er bei einer Romfahrt erstmals dem 1975 verstorbenen und 2002 heiliggesprochenen Gründer des Opus Dei, Josefmaria Escrivá. Als Leiter des Studentenheims Schweidt in Köln und des Studentenheims Althaus in Bonn führte er in den 1980er Jahren u. a. Entwicklungshilfeprojekte in Kenia in Kooperation mit dem Strathmore College, Nairobi, durch.
Nach Staatsexamen und ärztlicher Approbation wurde Bockamp 1980 an der Universität zu Köln mit einer Arbeit im Bereich Experimentelle Dermatologie promoviert.
1985 ging er zum Theologiestudium nach Rom (Päpstliche Universität Santa Croce), wo er 1987 von Papst Johannes Paul II. zum Priester geweiht wurde. In seiner theologischen Dissertation (1990) untersuchte er ethische Prinzipien bei der Transplantation von Embryonalgewebe.
In einem Interview mit dem Bayerischen Rundfunk stellte Bockamp seine Tätigkeit als Priester heraus. Dazu gehören nach seinen Angaben: geistliches Gespräch, bei Einkehrstunden predigen, Beichtgespräche führen und Gottesdienst feiern.

## Tätigkeit als Regionalvikar des Opus Dei in Deutschland
Im Oktober 1996 wurde Bockamp durch den Prälaten des Opus Dei, Bischof Javier Echevarría († 2016), zum Regionalvikar der Prälatur in Deutschland ernannt. Er ist der erste Deutsche in diesem Amt und folgte auf den spanischen Prälaten César Ortiz-Echagüe.
Zu den Aufgaben seines Amtes gehört die Leitung der deutschen Region des Opus Dei. Ihm stehen zwei Ratsgremien zur Seite, das der Frauen und das der Männer. Diese Räte unterstützen den Regionalvikar bei der Bildungsarbeit in den einzelnen Niederlassungen. Diese Zentren und ihre Bildungsaktivitäten samt seelsorglicher Betreuung der Mitglieder gelten als Grundbausteine der Prälatur Opus Dei.
Bockamp pflegt Kontakte zum deutschen Episkopat. So motivierte er Karl Kardinal Lehmann im Jahr 2002 zu einem Vortrag in Berlin über den damals heiliggesprochenen Opus-Dei-Gründer Josemaria Escriva. Der Kölner Erzbischof Joachim Kardinal Meisner feierte zum 100. Geburtstag von Josefmaria Escrivá eine Messe im Kölner Dom, wo er im Beisein von Bockamp an die Besuche des Heiligen im Kölner Dom erinnerte, die auf einer Steintafel in der Krypta – zusammen mit vielen Besuchen anderer Heiliger – festgehalten sind. Beim Weltjugendtag 2005 in Köln gehörte Bockamp zu der Reisegruppe der Bischöfe, die Papst Benedikt XVI. bei seiner Reise und beim Besuch in der Kölner Pfarrei St. Pantaleon begleitet haben. Mit Erzbischof Robert Zollitsch, dem damaligen Vorsitzenden der Deutschen Bischofskonferenz, besuchte er 2010 den Campus Müngersdorf, eine Einrichtung für Studentinnen in Köln. Kardinal Reinhard Marx kondolierte dem deutschen Regionalvikar im Dezember 2016 zum Tod des Opus-Dei-Leiters in Rom. Gemeinsam feierten Marx und Bockamp eine Messe in München. Der Vorsitzende der Deutschen Bischofskonferenz Georg Bätzing, Bischof von Limburg, gratulierte Bockamp zum 25. Dienstjubiläum als Regionalvikar.
Bockamp gehört zu den 150 Wahlmännern aus 67 Ländern, die beim Tod des Leiters der Prälatur an der Wahl eines Nachfolgers teilnehmen. So war er im Jahr 2017 an der Wahl des derzeitigen Prälaten des Opus Dei Fernando Ocáriz Braña beteiligt. Als deutscher Regionalvikar nahm Bockamp in katholischen Medien (domradio.de, katholisch.de) Stellung zur Wahl von Ocariz. Dieser sei in der Lage, „Antworten auf die Gottesfrage in unserer hochtechnisierten Welt zu geben“.
In der Öffentlichkeit hat Bockamp Stellung genommen u. a. zu Fragen der Arbeitswelt, der Medizinethik und der Mädchenbildung, wie etwa in einem Podium der Robert-Bosch-Stiftung mit der evangelischen Theologin Margot Käßmann und der Konstanzer Psychologin Gisela Trommsdorff im Mai 2006.
Anlässlich der Zertifizierung des Mädchengymnasiums Jülich als Europaschule, hielt er 2009 an der von Priestern des Opus Dei geistlich betreuten Schule eine Festansprache. Auf einer Podiumsdiskussion im Kölner Presseclub zum Papstbesuch 2011 in Deutschland meinte Bockamp, dass „vor allem die Eucharistie der Schlüssel für die Neuevangelisierung sei“.
Anfang der 2020er Jahre sind geistliche Impulse zur COVID-19-Pandemie und Erklärungen zum Image des Opus Dei hinzugekommen. So meldete er sich im Jahr 2020 wegen der Unterstellung der Geheimniskrämerei in der Prälatur als Folge von Verwechslungen einer gleichnamigen Organisation in Dan Browns Roman „Da Vinci Code“ in der Rheinischen Post und der Frankfurter Allgemeinen Zeitung. In einem Interview mit Die Welt im Oktober 2021 meinte er, dass in Deutschland keine Kirchenspaltung aufgrund der Reformdebatte des Synodalen Wegs drohe.